# Tiril Eckhoffová
Tiril Kampenhaugová Eckhoffová (* 21. května 1990 Trondheim) je bývalá norská biatlonistka, celková vítězka hodnocení světového poháru ze sezóny 2020/2021, desetinásobná mistryně světa a olympijská vítězka ze závodu smíšených štafet ze sočské a pekingské olympiády.
Je sedminásobnou medailistkou ze zimních olympijských her. V roce 2014 si kromě zlata ze smíšené štafety odvezla stříbro z ženské štafety a bronz ze závodu s hromadným startem. O čtyři roky později obhájila bronz ze závodu s hromadným startem žen a získala stříbro ze smíšené štafety.
V individuálních závodech na mistrovství světa získala tři zlaté medaile, když ovládla sprinty v roce 2016 a 2021 a v druhém případě i následný stíhací závod. Je sedminásobnou mistryní světa ze ženských a smíšených štafet.
Ve světovém poháru vyhrála ve své kariéře dvacet devět individuálních závodů, z toho třináct ve své nejlepší sezóně 2020/2021. Vůbec poprvé se radovala ve sprintu ve švédském Östersundu v roce 2014. Jednadvacetkrát zvítězila také s norskou ženskou nebo smíšenou štafetou.
V březnu 2023 oznámila po roční pauze způsobené zdravotními problémy konec kariéry.

## Výsledky

### Olympijské hry a mistrovství světa
Eckhoffová reprezentovala Norsko na třech zimních olympijských hrách a šesti biatlonových mistrovství světa.
Na olympijských hrách debutovala v roce 2014 v Soči, kde byla součástí vítězné norské smíšené štafety a rovněž získala stříbro z ženské štafety a bronz ze závodu s hromadným startem. O čtyři roky později v Pchjongčchangu dokázala obhájit bronzové umístění z hromadného startu a smíšených štafetách získala stříbro. Na pekingských hrách zkompletovala sbírku cenných kovů, když zlato podruhé vyhrála ve závodě smíšených štafet, stříbro ze závodu s hromadným startem a bronz ze stíhacího závodu.
Na mistrovství světa debutovala v roce 2015 v Kontiolahti, kde skončila ve smíšené štafetě třetí. O rok později na domácím mistrovství v Oslu se stala mistryní světa, když ovládla sprint.
| Sezóna  | D   | Místo         | SP  | SZ  | HZ  | IZ  | ŠT  | SŠT | SZD | Věk    |
| ------- | --- | ------------- | --- | --- | --- | --- | --- | --- | --- | ------ |
| 2013/14 | ZOH | Soči          | 18. | 23. | 3.  | 17. | 2.  | 1.  | ×   | 23 let |
| 2014/15 | MS  | Kontiolahti   | 19. | 18. | 15. | 52. | 4.  | 3.  | ×   | 24 let |
| 2015/16 | MS  | Oslo          | 1.  | 17. | 24. | 43. | 1.  | 3.  | ×   | 25 let |
| 2016/17 | MS  | Hochfilzen    | 13. | 30. | 12. | 39. | 11. | 8.  | ×   | 26 let |
| 2017/18 | ZOH | Pchjongčchang | 24. | 9.  | 3.  | 23. | 4.  | 2.  | ×   | 27 let |
| 2018/19 | MS  | Östersund     | 9.  | 2.  | 5.  | 37. | 1.  | 1.  | –   | 28 let |
| 2019/20 | MS  | Anterselva    | 59. | 20. | 7.  | 15. | 1.  | 1.  | –   | 29 let |
| 2020/21 | MS  | Pokljuka      | 1.  | 1.  | 3.  | 23. | 1.  | 1.  | 2.  | 30 let |
| 2021/22 | ZOH | Peking        | 11. | 3.  | 2.  | 22. | 4.  | 1.  | ×   | 31 let |

Poznámka: Výsledky z mistrovství světa se započítávají do celkového hodnocení světového poháru, výsledky z olympijských her se dříve započítávaly, od olympijských her v Soči 2014 se nezapočítávají.

### Juniorská mistrovství
Zúčastnil se čtyř mistrovství světa juniorů v biatlonu. Nejlepším individuálním výsledkem je pro ní 5. místo ze stíhacího závodu z šampionátu v českém Novém Městě na Moravě v roce 2011. Jako členka ženské norské štafety startovala na dvou šampionátech a nejlepšího umístění dosáhla na stejném šampionátu, když obsadila 4. místo.
| Sezóna  | D   | Místo                | SP  | SZ  | IZ  | ŠT | Věk    |
| ------- | --- | -------------------- | --- | --- | --- | -- | ------ |
| 2007/08 | MSJ | Ruhpolding           | 31. | 32. | 7.  | –  | 17 let |
| 2008/09 | MSJ | Canmore              | 20. | 14. | 8.  | 5. | 18 let |
| 2009/10 | MSJ | Torsby               | 16. | 14. | 30. | –  | 19 let |
| 2010/11 | MSJ | Nové Město na Moravě | 16. | 5.  | 8.  | 4. | 20 let |

### Světový pohár
V předchozích ročnících světového poháru bylo jejím nejlepším umístěním celkově 7. místo v ročníku 2013/2014.
Sezóna 2018/2019
| ČSP              | Místo                | SP             | SZ           | HZ           | IZ           | ŠT           | SŠT          | SZD          | STŘ          |
| ---------------- | -------------------- | -------------- | ------------ | ------------ | ------------ | ------------ | ------------ | ------------ | ------------ |
| 1.               | Pokljuka             | nestartovala   | nestartovala | nestartovala | nestartovala | nestartovala | nestartovala | nestartovala | nestartovala |
| 2.               | Hochfilzen           | 16.            | 16.          | –            | –            | 6.           | –            | –            |              |
| 3.               | Nové Město na Moravě | 23.            | 18.          |              | –            | –            | –            | –            |              |
| 4.               | Oberhof              | 33.            | 34.          | –            | –            | 4.           | –            | –            |              |
| 5.               | Ruhpolding           | 33.            | –            |              | –            | 2.           | –            | –            |              |
| 6.               | Anterselva           | 15.            | 12.          | 12.          | –            | –            | –            | –            |              |
| 7.               | Canmore              | –              | –            | –            | 1.           | 2.           | –            | –            |              |
| 8.               | Soldier Hollow       | 41.            | 42.          | –            | –            | –            | 3.           |              |              |
| 10.              | Holmenkollen         | 7.             | 6.           | 2.           | –            | –            | –            | –            |              |
| Celkové umístění | Celkové umístění     | 20.            | 10.          | 15.          | 14.          | 1.           | 1.           | 1.           | 76 %         |
| Celkové umístění | Celkové umístění     | 516 bodů (13.) |              |              |              | 1.           | 1.           | 1.           | 76 %         |

Sezóna 2019/2020
| ČSP              | Místo                | SP            | SZ      | HZ      | IZ      | ŠT      | SŠT     | SZD     | STŘ  |
| ---------------- | -------------------- | ------------- | ------- | ------- | ------- | ------- | ------- | ------- | ---- |
| 1.               | Östersund            | 40.           | –       | –       | 29.     | 1.      | 2.      |         |      |
| 2.               | Hochfilzen           | 8.            | 1       | –       | –       | 1.      | –       | –       |      |
| 3.               | Annecy               | 1.            | 1.      | 1.      | –       | –       | –       | –       |      |
| 4.               | Oberhof              | 5.            | –       | 2.      | –       | 1.      | –       | –       |      |
| 5.               | Ruhpolding           | 1.            | 1.      | –       | –       | 1.      | –       | –       |      |
| 6.               | Pokljuka             | –             | –       | DNS     | 18.     | –       |         |         |      |
| 8.               | Nově Město na Moravě | 5.            | –       | 1.      | –       | 1.      | –       | –       |      |
| 9.               | Kontiolahti          | 3.            | 10.     | –       | –       | –       | zrušeno | zrušeno |      |
| 10.              | Holmenkollen         | zrušeno       | zrušeno | zrušeno | zrušeno | zrušeno | zrušeno | zrušeno |      |
| Celkové umístění | Celkové umístění     | 3.            | 1.      | 2.      | 15.     | 1.      | 1.      | 1.      | 81 % |
| Celkové umístění | Celkové umístění     | 786 bodů (2.) |         |         |         | 1.      | 1.      | 1.      | 81 % |

Sezóna 2020/2021
| ČSP              | Místo                    | SP             | SZ  | HZ | IZ  | ŠT | SŠT | SZD |
| ---------------- | ------------------------ | -------------- | --- | -- | --- | -- | --- | --- |
| 1.               | Kontiolahti              | 43.            | –   | –  | 67. | –  | –   | –   |
| 2.               | Kontiolahti (2)          | 8.             | 1.  | –  | –   | 8. | –   | –   |
| 3.               | Hochfilen                | 2.             | 17. | –  | –   | 1. | –   | –   |
| 4.               | Hochfilzen (2)           | 1.             | 1.  | 2. | –   | –  | –   | –   |
| 5.               | Oberhof                  | 1.             | 1.  | –  | –   | –  | 3.  |     |
| 6.               | Oberhof (2)              | 1.             | –   | 8. | –   | 7. | –   | –   |
| 7.               | Anterselva               | –              | –   | 8. | 18. | 6. | –   | –   |
| 9.               | Nové Město na Moravě     | 1.             | 1.  | –  | –   | 5. | –   | –   |
| 10.              | Nové Město na Moravě (2) | 1.             | 1.  | –  | –   | –  | 1.  | –   |
| 11.              | Östersund                | 1.             | 2.  |    | –   | –  | –   | –   |
| Celkové umístění | Celkové umístění         | 1.             | 1.  | 5. | 27. | 4. | 1.  | 1.  |
| Celkové umístění | Celkové umístění         | 1152 bodů (1.) |     |    |     | 4. | 1.  | 1.  |

Sezóna 2021/22
| ČSP              | Místo            | SP             | SZ           | HZ           | IZ           | ŠT           | SŠT          | SZD          |
| ---------------- | ---------------- | -------------- | ------------ | ------------ | ------------ | ------------ | ------------ | ------------ |
| 1.               | Östersund        | 28.            | –            | –            | 30.          | –            | –            | –            |
| 2.               | Östersund (2)    | 32.            | 28.          | –            | –            | 4.           | –            | –            |
| 3.               | Hochfilzen       | 6.             | 16.          | –            | –            | 7.           | –            | –            |
| 4.               | Annecy           | 11.            | DNS          | –            | –            | –            | –            | –            |
| 5.               | Oberhof          | nestartovala   | nestartovala | nestartovala | nestartovala | nestartovala | nestartovala | nestartovala |
| 6.               | Ruhpolding       | 19.            | DNS          | –            | –            | –            | –            | –            |
| 7.               | Anterselva       | –              | –            | 6.           | 11.          | 1.           | –            | –            |
| 8.               | Kontiolahti      | 2.             | 1.           | –            | –            | 1.           | –            | –            |
| 9.               | Otepää           | 11.            | –            | 8.           | –            | –            | 1.           | –            |
| 10.              | Oslo             | 1.             | 1.           | 13.          | –            | –            | –            | –            |
| Celkové umístění | Celkové umístění | 7.             | 9.           | 11.          | 13.          | 2.           | 1.           | 1.           |
| Celkové umístění | Celkové umístění | 555 bodů (11.) |              |              |              | 2.           | 1.           | 1.           |

Sezóna 2022/23
V této sezóně ze zdravotních důvodů nestartovala a před jejím koncem oznámila ukončení závodní kariéry.

## Vítězství v závodech světového poháru, mistrovství světa a olympijských hrách

### Individuální
| Č.                           | sezóna    | datum             | místo                    | disciplína                  |
| ---------------------------- | --------- | ----------------- | ------------------------ | --------------------------- |
| 1.                           | 2014/2015 | 6. prosince 2014  | Östersund, Švédsko       | sprint                      |
| 2.                           | 2015/2016 | 5. března 2016    | Oslo, Norsko (MS)        | sprint                      |
| 3.                           | 2016/2017 | 10. března 2017   | Kontiolahti, Finsko      | sprint                      |
| 4.                           | 2016/2017 | 19. března 2017   | Oslo, Norsko             | závod s hromadným startem   |
| 5.                           | 2017/2018 | 19. ledna 2018    | Anterselva, Itálie       | sprint                      |
| 6.                           | 2018/2019 | 7. února 2019     | Canmore, Kanada          | zkrácený vytrvalostní závod |
| 7.                           | 2019/2020 | 15. prosince 2019 | Hochfilzen, Rakousko     | stíhací závod               |
| 8.                           | 2019/2020 | 20. prosince 2019 | Annecy, Francie          | sprint                      |
| 9.                           | 2019/2020 | 21. prosince 2019 | Annecy, Francie          | stíhací závod               |
| 10.                          | 2019/2020 | 22. prosince 2019 | Annecy, Francie          | závod s hromadným startem   |
| 11.                          | 2019/2020 | 15. ledna 2020    | Ruhpolding, Německo      | sprint                      |
| 12.                          | 2019/2020 | 19. ledna 2020    | Ruhpolding, Německo      | stíhací závod               |
| 13.                          | 2019/2020 | 8. března 2020    | Nové Město, Česko        | závod s hromadným startem   |
| 14.                          | 2020/2021 | 6. prosince 2020  | Kontiolahti, Finsko      | stíhací závod               |
| 15.                          | 2020/2021 | 18. prosince 2020 | Hochfilzen, Rakousko     | sprint                      |
| 16.                          | 2020/2021 | 19. prosince 2020 | Hochfilzen, Rakousko     | stíhací závod               |
| 17.                          | 2020/2021 | 8. ledna 2021     | Oberhof, Německo         | sprint                      |
| 18.                          | 2020/2021 | 9. ledna 2021     | Oberhof, Německo         | stíhací závod               |
| 19.                          | 2020/2021 | 14. ledna 2021    | Oberhof, Německo         | sprint                      |
| 20.                          | 2020/2021 | 13. února 2021    | Pokljuka, Slovinsko (MS) | sprint                      |
| 21.                          | 2020/2021 | 14. února 2021    | Pokljuka, Slovinsko (MS) | stíhací závod               |
| 22.                          | 2020/2021 | 5. března 2021    | Nové Město, Česko        | sprint                      |
| 23.                          | 2020/2021 | 7. března 2021    | Nové Město, Česko        | stíhací závod               |
| 24.                          | 2020/2021 | 12. března 2021   | Nové Město, Česko        | sprint                      |
| 25.                          | 2020/2021 | 13. března 2021   | Nové Město, Česko        | stíhací závod               |
| 26.                          | 2020/2021 | 19. března 2021   | Östersund, Švédsko       | sprint                      |
| 27.                          | 2021/2022 | 6. března 2022    | Kontiolahti, Finsko      | stíhací závod               |
| 28.                          | 2021/2022 | 18. března 2022   | Oslo, Norsko             | sprint                      |
| 29.                          | 2021/2022 | 19. března 2022   | Oslo, Norsko             | stíhací závod               |
| – závod na mistrovství světa |           |                   |                          |                             |

### Kolektivní
| Č.                                                         | sezóna    | datum              | místo                    | disciplína      |
| ---------------------------------------------------------- | --------- | ------------------ | ------------------------ | --------------- |
| 1.                                                         | 2013/2014 | 19. února 2014     | Soči, Rusko (ZOH)        | smíšená štafeta |
| 2.                                                         | 2014/2015 | 6. února 2015      | Nové Město, Česko        | smíšená štafeta |
| 3.                                                         | 2015/2016 | 29. listopadu 2015 | Östersund, Švédsko       | smíšená štafeta |
| 4.                                                         | 2015/2016 | 11. března 2016    | Oslo, Norsko (MS)        | štafeta         |
| 5.                                                         | 2017/2018 | 26. listopadu 2017 | Östersund, Švédsko       | smíšená štafeta |
| 6.                                                         | 2018/2019 | 7. března 2019     | Östersund, Švédsko (MS)  | smíšená štafeta |
| 7.                                                         | 2018/2019 | 16. března 2019    | Östersund, Švédsko (MS)  | štafeta         |
| 8.                                                         | 2019/2020 | 8. prosince 2019   | Östersund, Švédsko       | štafeta         |
| 9.                                                         | 2019/2020 | 14. prosince 2019  | Hochfilzen, Rakousko     | štafeta         |
| 10.                                                        | 2019/2020 | 11. ledna 2020     | Oberhof, Německo         | štafeta         |
| 11.                                                        | 2019/2020 | 17. ledna 2020     | Ruhpolding, Německo      | štafeta         |
| 12.                                                        | 2019/2020 | 13. února 2020     | Anterselva, Itálie (MS)  | smíšená štafeta |
| 13.                                                        | 2019/2020 | 22. února 2020     | Anterselva, Itálie (MS)  | štafeta         |
| 14.                                                        | 2019/2020 | 7. března 2020     | Nové Město, Česko        | štafeta         |
| 15.                                                        | 2020/2021 | 12. prosince 2020  | Hochfilzen, Rakousko     | štafeta         |
| 16.                                                        | 2020/2021 | 10. února 2021     | Pokljuka, Slovinsko (MS) | smíšená štafeta |
| 17.                                                        | 2020/2021 | 20. února 2021     | Pokljuka, Slovinsko (MS) | štafeta         |
| 18.                                                        | 2020/2021 | 14. března 2021    | Nové Město, Česko        | smíšená štafeta |
| 19.                                                        | 2021/2022 | 22. ledna 2022     | Anterselva, Itálie       | štafeta         |
| OH                                                         | 2021/2022 | 5. ledna 2022      | Peking, Čína (ZOH)       | smíšená štafeta |
| 20.                                                        | 2021/2022 | 3. března 2022     | Kontiolahti, Finsko      | štafeta         |
| 21.                                                        | 2021/2022 | 13. března 2022    | Otepää, Estonsko         | smíšená štafeta |
| – závod na mistrovství světa – závod na olympijských hrách |           |                    |                          |                 |